# Витрата води
Ви́трата рідини́ (стік) — кількість рідини, яка протікає через поперечний переріз потоку (водотоку) за одиницю часу, наприклад, через живий переріз річки (див. річковий стік). 
Витрата води (англ. discharge)— в гідрології найголовніша характеристика стоку води річки і єдина, що експериментально вимірюється. 
Дорівнює добуткові площі поперечного перерізу (м²) на пересічну швидкість течії (м/с). Одиниці вимірювання — м³/с, на малих річках — л/с. Пересічні максимальні та мінімальні витрати води за певний рік або кілька років називаються характерними витратами. 
Якщо маємо витрати води, то можна обрахувати всі інші гідрологічні характеристики стоку річки:
- шар стоку (в мм або см);
- об'єм стоку (в м³, км³);
- модуль стоку (в л/с.км²);
- коефіцієнт стоку (в частках одиниці).

## Питомі витрати води
- 1) При гідрознепилюванні: кількість рідини (л), яка витрачається на 1 т матеріалу, наприклад, гірничої маси. Підбирається експериментальним шляхом.
- 2) При гідромеханізації: кількість води (м³), яка витрачається на виймання і транспортування 1 м³ чи 1 т гірничої маси.